# Georg Matern (Geistlicher)
Georg Matern (* 16. Mai 1870 in Mehlsack im Ermland; † 8. Oktober 1938 in Allenstein) war ein deutscher katholischer Geistlicher und Heimatforscher.

## Leben
Georg Matern wurde 1870 im Kreis Braunsberg als Sohn des Kaufmanns Rudolf Matern und dessen Ehefrau Maria, geborene Hildebrandt, geboren. Der jüngere Bruder Kurt Matern war Architekt und Kunstmaler.
Georg Matern besuchte Gymnasien in Allenstein und in Rößel und studierte Theologie am Lyceum Hosianum in Braunsberg und in Würzburg. Hier trat er 1889 der KDStV Markomannia Würzburg im CV bei. Die Priesterweihe empfing er am 6. November 1892 in Frauenburg und war zunächst als Seelsorger in Tolkemit tätig. Im Anschluss reiste er nach Rom und war Kaplan in der deutschen Nationalkirche Santa Maria dell’Anima, gleichzeitig studierte von 1893 bis 1895 kanonisches Recht und wurde am 28. Juni 1895 zum Doctor iuris canonici (Dr. iur. can.) promoviert.
Nach der Rückkehr ins Bistum Ermland ernannte ihn 1896 der Bischof Andreas Thiel zum Hofkaplan und zugleich war er Vikar am Frauenburger Dom. Nach rund fünf Jahren wurde er zum Pfarrer im Kirchspiel Schalmey (heute Szalmia) berufen und ab Mai 1909 war er als Chefredakteur der Ermländischen Zeitung tätig. 1916 wurde Georg Matern zum Dekan des Dekanats Rößel ernannt und 1931 erhielt er den Prälatentitel. Er gründete den Caritasverband im Ermland und war eine Zeit lang dessen Sekretär. Im September 1936 zog er nach Allenstein um.

## Publikationen (Auswahl)
- Die katholischen Wohlthätigkeits-Anstalten und -Vereine sowie das katholisch-soziale Vereinsleben in der Diöcese Ermland (= Charitas-Schriften, Heft 6). Caritasverband für das katholische Deutschland, Freiburg im Breisgau 1900.
- Die kirchlichen Bruderschaften in der Diözese Ermland. Ermländische Zeitungs- und Verlagsdruckerei, C. Skowronski, Braunsberg 1920.
- mit Kurt Matern: Burg und Amt Rößel. Ein Beitrag zur Burgenkunde des Deutschordenslandes. L. Teichert, Königsberg in Preußen 1925.
- mit Kurt Matern: Eine ermländische Bauhütte des 15. Jahrhunderts. Wolff, Heilsberg 1929.
- Festschrift zur 350jährigen Jubiläumsfeier der Innungen in Rößel am 23. Juni 1926; 1579–1929. Verlag B. Kruttke, Rößel 1929.
- Die Pfarrkirche SS. Petri und Pauli in Rössel. Gräfe und Unzer, Königsberg in Preußen 1931.
- Geschichte der Pfarrgemeinde SS. Petri und Pauli in Rößel. Gräfe und Unzer, Königsberg in Preußen 1935.
- mit Anneliese Birch-Hirschfeld: Das Rößeler Pfarrbuch. Aufzeichnungen der Kirchenväter an der Pfarrkirche zu Rößel in den Jahren 1442 bis 1614. Herder, Braunsberg 1937.